# Clytra espanoli
Clytra espanoli  (лат.) — вид листоедов (Chrysomelidae) из подсемейства клитрины (Clytrinae). Встречается на Пиренейском полуострове.